# July Days

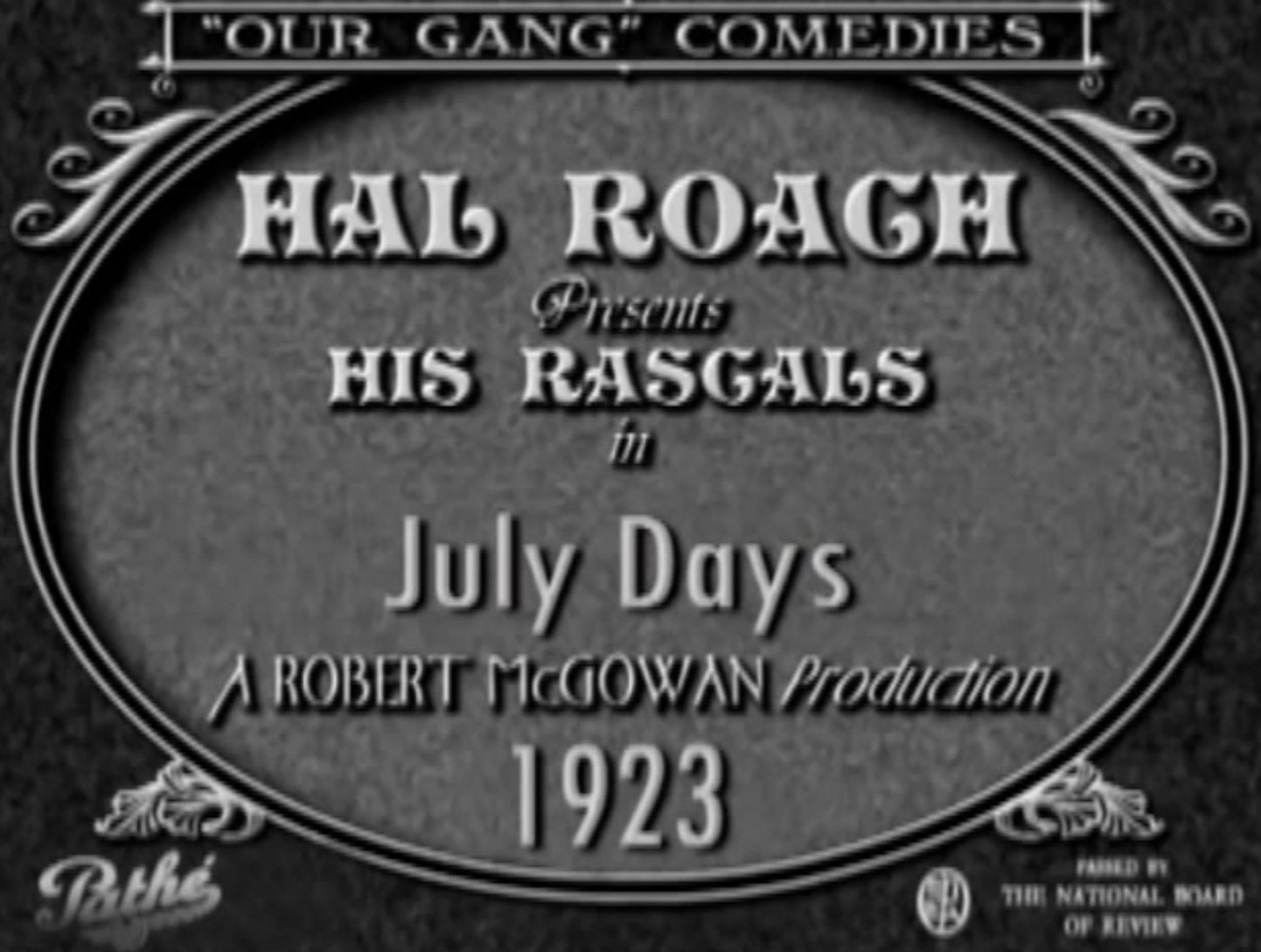
Affiche-titre du film July Days.

July Days est un film américain réalisé par Robert F. McGowan et sorti en 1923. Il s'agit du 16e épisode de la série Les Petites Canailles.

## Fiche technique
- Réalisation : Robert F. McGowan
- Scénario : Hal Roach, H. M. Walker
- Producteur : 	Hal Roach
- Distributeur : Pathé Exchange
- Genre : Comédie
- Durée : 20 minutes
- Date de sortie : 26 août 1923

## Distribution
- Les Petites Canailles :
  - Joe Cobb : Joe
  - Jackie Condon : Jackie
  - Mickey Daniels : Mickey
  - Allen Hoskins : Farina
  - Mary Kornman : Mary
  - Ernie Morrison : Sunshine Sammy